# بيقية التخوم
بيقية التخوم (باللاتينية: Vicia dumetorum) نوع نباتي علفي يتبع جنس البيقية من الفصيلة البقولية المعروفة بقدرتها على تثبيت النيتروجين الجوي من خلال بكتيريا المستجذرة.

## الموئل والانتشار
تنتشر في معظم مناطق أوروبا.

## مرادفات للاسم العلمي
- (باللاتينية: Abacosa dumetorum Alef.)
- (باللاتينية: Vicia variegata Gilib.)